# Hikari no Sasu Mirai e!
Hikari no Sasu Mirai e é um single de Hironobu Kageyama. Foi lançado em 25 de dezembro de 2008 pela Lantis e possui quatro faixas.

## Produção
As faixas foram produzidas para o jogo Dragon Ball Z: Infinite World. "Hikari no Sasu Mirai e!" é a abertura do jogo, enquanto "Dragon Ball Party" foi o encerramento. A faixa "We Gonna Take You There" é apenas a versão em inglês da faixa-título. O single fecha com um versão para karaokê da mesma.
Para a criação das canções, o time de pai e filha Kenji Yamamoto e Kanon Yamamoto foi convocado, creditados no single com seus nomes artísticos Kenz e cAnON., respectivamente. cAnON. também fez vocais de apoio para ambas as músicas. Já a letrista Yuriko Mori trabalhou em incontáveis trilhas sonoras de animes e da própria franquia Dragon Ball, como "Super Survivor" e "Progression".

## Recepção
O single chegou à 200ª posição no Oricon Singles Chart.

## Faixas
| N.º            | Título                                   | Letras         | Música         | Arranjo        | Duração |  |
| 1.             | "Hikari no Sasu Mirai e!"                | Yuriko Mori    | Kenz           | Kenz           | 4:07    |  |
| 2.             | "Dragon Ball Party"                      | Y. Mori        | cAnON.         | Kenz           | 4:44    |  |
| 3.             | "We Gonna Take You There"                | cAnON.         | Kenz           | Kenz           | 4:07    |  |
| 4.             | "Hikari no Sasu Mirai e! (instrumental)" | instrumental   | Kenz           | Kenz           | 4:05    |  |
| Duração total: | Duração total:                           | Duração total: | Duração total: | Duração total: | 17:03   |  |